# Synolcus spinosus
Synolcus spinosus är en tvåvingeart som beskrevs av Jason Gilbert Hayden Londt 1980. Synolcus spinosus ingår i släktet Synolcus och familjen rovflugor. Inga underarter finns listade i Catalogue of Life.